# Ștefan Gherghel
Ioan Ștefan Gherghel (n. 18 august 1978, Baia Mare, România) este un înotător român, deținător a multiple recorduri naționale și internaționale, vicecampion mondial și european în probele de 200m fluture și reprezentantul României la trei ediții a Jocurilor Olimpice.

## Carieră
A început înotul în orașul natal, Baia Mare, la vârsta de 6 ani la Bazinul "Gheorghe Demeca" sub îndrumarea profesorului Ladislau Nagy. Tot aici a trecut mai apoi prin mâna profesorilor Andreea Hidecuti, Francisc Iacob, Georgeta Bachner și Ioan Bachner, acesta din urmă având cel mai mare impact asupra sportivului, după cum declară chiar el 80% din tot ce a învățat în acest sport îi datorează domnului profesor Ioan Bachner. Mai târziu a înotat la Pitești unde l-a avut ca profesor pe Petre Deac (2000-2006).
A fost elev al Liceului cu Program Sportiv Baia Mare (LPS) în perioada 1992- 1996. În anul 2000 a absolvit cursurile Școlii Naționale de Antrenori, iar din 2001 a fost student al Universității din Alabama (SUA) de unde a absolvit în 2006. În Alabama s-a antrenat cu Don Wagner și Sonya Porter și a obținut o serie de titluri, printre care cel de Campion NCAA(National Collegiate Athletic Association) doi ani consecutiv, în 2002 și 2003. În aceeași perioadă (2002-2003) a obținut și titlul de Campion SEC 
Este deținătorul a multiple recorduri naționale la toate probele procedeului fluture și are în palmares peste 80 de titluri de Campion Național, obținute din 1997 până în prezent.
A reprezentat România la numeroase competiții internaționale unde pe lângă medaliile cucerite a stabilit și noi recorduri (la masters) atât europene cât și mondiale.
Din 1999 face parte din Lotul Național și Lotul Olimpic Român și a reprezentat țara noastră la 3 ediții ale Jocurilor Olimpice: Sydney 2000, Atena 2004 și Beijing 2008, cel mai bun rezultat obținut la aceste competiții înscriindu-l pe înotător în primii 5 din lume la 200m fluture.
În paralel cu activitatea competițională Ioan Ștefan Gherghel se ocupă și de antrenorat, iar rezultatele nu au întârziat să apară, astfel unul dintre sportivii lui, Alexandru Coci, este deja component al Lotului Olimpic Român și reprezintă România la Olimpiada de la Londra din 2012. Din ianuarie 2007 până în iunie 2012, Gherghel a fost antrenor secund al Universității din Alabama (SUA), obținând cu sportivii săi numeroase medalii la SEC (South Eastern Conference). Actualmente antrenează la Universitatea din Arizona (SUA).
În România este legitimat la clubul CSM Brașov atât ca sportiv, cât și ca antrenor.

## Medalii și titluri obținute
- deținătorul recordului mondial la 100m fluture, “Master World Championships” (Campionatele Mondiale de Masters), Suedia 2010

- 3 medalii de aur la 50m, 100m Fluture și 200m mixt , “Master World Championships” (Campionatele Mondiale de Masters), Suedia 2010

- 3 medalii de argint la 100m, 200m liber, 200m ștafetă mixt, “Master World Championships” (Campionatele Mondiale de Masters), Suedia 2010

- medaliat cu bronz la 50m liber, “Master World Championships” (Campionatele Mondiale de Natație Masters), Suedia 2010

- deținătorul recordului european la 100m fluture, “Master World Championships” (Campionatele Mondiale de Natație Masters), Suedia 2010

- medaliat cu argint la 200m fluture, “World Swimming Championships 25m” (Campionatele Europene în bazin scurt), Indianapolis SUA, 2004

- medaliat cu argint la 200m fluture, “European Aquatics Championship” (Campionatele Europene de Natație), Madrid, Spania 2004

- medaliat cu bronz la 100m fluture, “European Short Course Swimming Championship ” (Campionatele Europene în bazin scurt), Viena, Austria 2004

- medaliat cu bronz la 200m fluture, “European Short Course Swimming Championships” (Campionatele Europene în bazin scurt), Viena, Austria 2004

- medaliat cu bronz la 200m fluture, “World Swimming Championships 25m ” (Campionatele Europene în bazin scurt), Moscova , Rusia 2002

- medaliat cu bronz și deținătorul locului 4 la 200/100m fluture,  “European Aquatics Championships” (Campionatul European de Natație), Helsinki, Finlanda 2000

## Referinte
- http://espn.go.com/oly/summer08/fanguide/athlete?id=16429
- http://www.mysportrecords.com/userstemp/7dac63de19 Arhivat în 4 martie 2016, la Wayback Machine.
- http://www.2008.nbcolympics.com/athletes/athlete=63461/bio/index.html Arhivat în 4 ianuarie 2014, la Wayback Machine.
- Ioan Stefan Gherghel on Yahoo sports[nefuncțională]

### Video
- https://www.youtube.com/watch?v=9I16vudOIXY
- https://www.youtube.com/watch?v=_u2svM0ivN8
- https://www.youtube.com/watch?v=DKDH0LbwLnE
- https://www.youtube.com/watch?v=YrIrn2lKy38
- https://www.youtube.com/watch?v=jr6jiA0PO7w

### Presa Internationala
- NCAA champion and three-time Olympian Stefan Gherghel joins The Sun Devils team as a coach
- Stefan Gherghel brings his experience as one of the fastest athletes in the history of collegiate swimming  Arhivat în 9 februarie 2010, la Wayback Machine.
- Stefan Gherghel sets UA record and wins NCAA race
- Stefan Ghergel NCAA Champ
- Gherghel Wins NCAA 200 Butterfly Championship
- watch Stefan Gherghel in Beijing at the Summer Olympics

### Interviuri
- Ștefan Gherghel, despre înotul și sportul românesc: "Dinozaurii sunt pe cale de dispariție! Facem sport ca la 6/49"
- Este unul dintre înotătorii de top ai României, are doi sportivi la CM, dar federația îl ignoră
- Antrenorul Stefan Gherghel il vede pe baimareanul Alexandru Coci in finala la Mondiale [nefuncțională]
- Gherghel, campion național la 50m spate!
- Ioan Stefan Gherghel: Inotul romanesc depinde numai de antrenori si sportivi  Arhivat în 24 ianuarie 2022, la Wayback Machine.
- Inotatorul Stefan Gherghel este antrenor secund la Universitatea din Alabama Arhivat în 5 martie 2016, la Wayback Machine.